# Organisationsrecht
Organisationsrecht ist das Recht, welches die Schaffung und Organisation von organisatorischen Gebilden zum Gegenstand hat.
Im nationalen öffentlichen Recht sind dies das Staatsorganisationsrecht (oberste Staatsorgane bzw. Verfassungsorgane), das Verwaltungsorganisationsrecht (öffentliche Verwaltung) und das Gerichtsorganisationsrecht (Judikative ohne das Bundesverfassungsgericht).

## Organisationsrecht in der Schweiz
In der Schweiz zählen das Regierungs- und Verwaltungsorganisationsgesetz (RVOG) sowie die Regierungs- und Verwaltungsorganisationsverordnung (RVOV) zum Organisationsrecht. Diese Rechtsnormen beinhalten Grundsätze der Regierungs- und Verwaltungstätigkeit und regeln die Arbeit des Bundesrates sowie den Aufbau der Bundesverwaltung.